# Tour de Pologne 2016 – 2. etap
2. etap kolarskiego wyścigu Tour de Pologne 2016 odbył się 13 lipca. Start etapu miał miejsce w Tarnowskich Górach natomiast meta w Katowicach. Etap liczył 153 kilometrów.

## Premie
Na 2. etapie będą następujące premie:
| Rodzaj | Rodzaj           | Miejscowość          | Kilometry (od startu) | Kilometry (do mety) |
| ------ | ---------------- | -------------------- | --------------------- | ------------------- |
|        | Lotna            | Piekary Śląskie      | 41,5 km               | 111,5 km            |
|        | Specjalna        | Bytom                | 50,1 km               | 102,9 km            |
|        | Lotna            | Chorzów              | 62,2 km               | 90,8 km             |
|        | Lotna            | Siemianowice Śląskie | 72,3 km               | 80,7 km             |
|        | Górska (IV kat.) | Al. Korfantego       | 107,7 km              | 45,3 km             |
|        | Górska (IV kat.) | Ul. Góreckiego       | 125,3 km              | 27,7 km             |

### Wyniki
| Lotna – Piekary Śląskie |                |        |        |
| Miejsce                 | Zawodnik       | Zespół | Punkty |
| 1.                      | Simon Yates    | OBE    | 3      |
| 2.                      | Diego Ulissi   | LAM    | 2      |
| 3.                      | Valerio Agnoli | AST    | 1      |

| Specjalna – Bytom |            |        |        |
| Miejsce           | Zawodnik   | Zespół | Punkty |
| 1.                | Jonas Koch | VAT    | -      |

| Lotna – Chorzów |                     |        |        |
| Miejsce         | Zawodnik            | Zespół | Punkty |
| 1.              | Jonas Koch          | VAT    | 3      |
| 2.              | Bachtijar Kozatajew | AST    | 2      |
| 3.              | Łukasz Owsian       | CCC    | 1      |

| Lotna – Siemianowice Śląskie |                     |        |        |
| Miejsce                      | Zawodnik            | Zespół | Punkty |
| 1.                           | Jonas Koch          | VAT    | 3      |
| 2.                           | Bachtijar Kozatajew | AST    | 2      |
| 3.                           | Dariusz Detko       | POL    | 1      |

| Górska – Al. Korfantego |               |        |        |
| Miejsce                 | Zawodnik      | Zespół | Punkty |
| 1.                      | Łukasz Owsian | CCC    | 1      |

| Górska – Ul. Góreckiego |                |        |        |
| Miejsce                 | Zawodnik       | Zespół | Punkty |
| 1.                      | Marcel Aregger | IAM    | 1      |

## Wyniki etapu
| Miejsce | Zawodnik          | Państwo   | Zespół               | Czas       | Bon. | Pkt. |
| ------- | ----------------- | --------- | -------------------- | ---------- | ---- | ---- |
| 1.      | Fernando Gaviria  | Kolumbia  | Etixx-Quick Step     | 3h 19' 30" | -10s | 20   |
| 2.      | Elia Viviani      | Włochy    | Team Sky             | +0"        | -6s  | 19   |
| 3.      | Caleb Ewan        | Australia | Orica–BikeExchange   | +0"        | -4s  | 18   |
| 4.      | Kristian Sbaragli | Włochy    | Team Dimension Data  | +0"        | —    | 17   |
| 5.      | Moreno Hofland    | Holandia  | Team LottoNL-Jumbo   | +0"        | —    | 16   |
| 6.      | Niccolò Bonifazio | Włochy    | Trek-Segafredo       | +0"        | —    | 15   |
| 7.      | Heinrich Haussler | Australia | IAM Cycling          | +0"        | —    | 14   |
| 8.      | Nikias Arndt      | Niemcy    | Team Giant-Alpecin   | +0"        | —    | 13   |
| 9.      | Jasper De Buyst   | Belgia    | Lotto Soudal         | +0"        | —    | 12   |
| 10.     | Kamil Zieliński   | Polska    | Reprezentacja Polski | +0"        | —    | 11   |

## Klasyfikacje po 2. etapie

### Klasyfikacja generalna
| Miejsce | Zawodnik           | Państwo   | Zespół             | Czas       |
| ------- | ------------------ | --------- | ------------------ | ---------- |
|         | Fernando Gaviria   | Kolumbia  | Etixx-Quick Step   | 6h 20' 24" |
| 2.      | Davide Martinelli  | Włochy    | Etixx-Quick Step   | +6"        |
| 3.      | Caleb Ewan         | Australia | Orica–BikeExchange | +8"        |
| 4.      | Diego Ulissi       | Włochy    | Lampre-Merida      | +14"       |
| 5.      | Moreno Hofland     | Holandia  | Team LottoNL-Jumbo | +16"       |
| 6.      | Nikias Arndt       | Niemcy    | Team Giant-Alpecin | +16"       |
| 7.      | Niccolò Bonifazio  | Włochy    | Trek-Segafredo     | +16"       |
| 8.      | Lorrenzo Manzin    | Francja   | FDJ                | +16"       |
| 9.      | Michał Kwiatkowski | Polska    | Team Sky           | +16"       |
| 10.     | Philippe Gilbert   | Belgia    | BMC Racing Team    | +16"       |

### Klasyfikacja punktowa
| Miejsce | Zawodnik          | Państwo   | Zespół             | Punkty |
| ------- | ----------------- | --------- | ------------------ | ------ |
|         | Fernando Gaviria  | Kolumbia  | Etixx-Quick Step   | 39     |
| 2.      | Caleb Ewan        | Australia | Orica–BikeExchange | 36     |
| 3.      | Moreno Hofland    | Holandia  | Team LottoNL-Jumbo | 32     |
| 4.      | Nikias Arndt      | Niemcy    | Team Giant-Alpecin | 21     |
| 5.      | Davide Martinelli | Włochy    | Etixx-Quick Step   | 20     |

### Klasyfikacja górska
| Miejsce | Zawodnik        | Państwo    | Zespół                | Punkty |
| ------- | --------------- | ---------- | --------------------- | ------ |
|         | Jarosław Marycz | Polska     | CCC Sprandi Polkowice | 1      |
| 2.      | Maciej Paterski | Polska     | CCC Sprandi Polkowice | 1      |
| 3.      | Łukasz Owsian   | Polska     | CCC Sprandi Polkowice | 1      |
| 4.      | Marcel Aregger  | Szwajcaria | IAM Cycling           | 1      |

### Klasyfikacja najaktywniejszych
| Miejsce | Zawodnik            | Państwo         | Zespół             | Punkty |
| ------- | ------------------- | --------------- | ------------------ | ------ |
|         | Jonas Koch          | Niemcy          | Verva ActiveJet    | 7      |
| 2.      | Bachtijar Kozatajew | Kazachstan      | Pro Team Astana    | 4      |
| 3.      | Simon Yates         | Wielka Brytania | Orica–BikeExchange | 3      |
| 4.      | Marc Fournier       | Francja         | FDJ                | 3      |
| 5.      | Diego Ulissi        | Włochy          | Lampre-Merida      | 2      |

### Klasyfikacja drużynowa
| Miejsce | Zespół             | Państwo           | Czas        |
| ------- | ------------------ | ----------------- | ----------- |
| 1.      | Team Sky           | Wielka Brytania   | 19h 02' 00" |
| 2.      | Etixx-Quick Step   | Belgia            | +0"         |
| 3.      | Pro Team Astana    | Kazachstan        | +0"         |
| 4.      | BMC Racing Team    | Stany Zjednoczone | +9"         |
| 5.      | Orica–BikeExchange | Australia         | +9"         |